# 西塱站
西塱站是目前广州地铁1号线、10号线和廣佛地鐵的换乘站，亦是1号线、10号线的西南端终点站，车站位于中国广东省广州市荔湾区花地大道鹤洞路口西侧之地块范围。
本站於1997年6月28日随1号线试运营而啟用，2010年11月3日随广佛地铁首通段开通而成为换乘站，2025年6月29日随10号线开通成为三线换乘站。目前在建的22号线亦将经过本站，开通后将成为四线换乘站。
本站的廣州地鐵1號線與位於北側的西塱車輛段接軌，广州地铁10号线与位于东南面的广钢新城车辆段接轨。另外，本站与坑口站同属广州地铁1号线的两个地面车站。

## 車站結構
西塱站目前分为三个站体：位于地面的1号线车站、以及位于地下的10号线、广佛线车站。车站整体大致成倒“L”字型，其中1号线车站和10号线车站大致平行，三线之间通过付费区换乘通道连接。车站周边为花地大道南、西塱车辆段以及芳村西塱巴士总站等建筑。

### 1号线站体
1号线站体共设有三層，其中地面為1號線站台層，地上二層為1號線站廳。
另外，1号线站房的地上三层曾预留結構供當時規劃的广佛轻轨使用，后来规划的廣佛地鐵决定在地底另建月台及站厅，地上三層的預留結構改作办公室使用。
| 地上三层 | 办公楼层      | 辦公室                                                                 |                    |                    |
| 地上二层 | 1号线站廳     | 售票機、客服中心、商店、警务室、安检设施 经换乘厅前往 █10号线、█广佛线 |                    |                    |
| 地面     |               | █1号线 終點站台（返回車輛段）                                          |                    |                    |
|          | 5 站台 4 站台 | 岛式站台，只供下車                                                     | 岛式站台，只供下車 | 岛式站台，只供下車 |
|          |               | █1号线 广州东站方向（下站：坑口）                                      |                    |                    |
|          | 3 站台 2 站台 | 岛式站台，只供上車                                                     | 岛式站台，只供上車 | 岛式站台，只供上車 |
|          |               | █1号线 广州东站方向（下站：坑口）                                      |                    |                    |
|          | 1 站台        | 侧式站台，只供下車                                                     | 侧式站台，只供下車 | 侧式站台，只供下車 |
|          |               | 車站出入口                                                             |                    |                    |

### 10号线站体
10号线站体目前共设有三层，地面为车站各出入口及来往1号线的转换层；地下一层为换乘厅及出入口来往10号线站厅的缓冲层；地下二层为10号线站厅；地下三层为车站设备区；地下四层为10号线站台层。
本站10号线站体为10号线工程其中一个特色站，车站以“和谐生活”为主题。
| 地面     | 转换层                     | 来往 █1号线及 █10号线                |                            |                            |
| 地下一层 | 出入口缓冲层               | 来往 █10号线站厅及C/E出入口 安检设施 |                            |                            |
|          | 换乘厅                     | 来往 █1号线、█10号线、█广佛线        |                            |                            |
| 地下二层 | 10号线站厅                 | 售票機、客服中心、商店               |                            |                            |
| 地下三层 | 设备区                     | 车站设备                             |                            |                            |
| 地下四层 | 侧式站台（卫生间、母婴室） | 侧式站台（卫生间、母婴室）           | 侧式站台（卫生间、母婴室） | 侧式站台（卫生间、母婴室） |
|          | 9 站台                     | █10号线 终点站台                     |                            |                            |
|          | 8 站台                     | █10号线 杨箕东方向（下站：花围）     |                            |                            |
|          | 侧式站台（卫生间、母婴室） |                                      |                            |                            |

### 广佛线站体
广佛线站体共设有两層，地下一層為廣佛线站廳，地下二層為廣佛线站台層。
| 地下一层 | 广佛线站廳 | 售票機、客服中心、商店、安检设施 经換乘厅前往 █1号线、█10号线 |  |  |
| 地下二层 | 7 站台     | █广佛线 新城東方向（下站：菊樹）                              |  |  |
|          | 岛式站台   |                                                               |  |  |
|          | 6 站台     | █广佛线 沥滘方向（下站：鹤洞）                                |  |  |

### 站厅
西塱站共分为1号线、10号线及广佛线三部分。1号线站厅位于站房地上二层，10号线站厅位于地下二层，广佛线站厅则位于地下一层。为方便行人进出及换乘需要，1号线站厅北侧大部分区域，10号线站厅以西大部分区域，广佛线站厅西侧被划分为收费区。三个站厅的付费区均设有专用电梯、扶手电梯以及楼梯供乘客来往站厅及月台。
現時西塱站內提供不同類型的商店，例如在广佛线站厅设有一家7-11便利店。此外本站也设有少量自助服務設施，包括自動售賣機、自动照相机以及自助充值/售卡机等。
本站的卫生间及母婴室设于10号线站厅付费区。

### 换乘
现时西塱站三线之间通过10号线配建的换乘楼及地下一层换乘厅进行换乘，1号线来往10号线通过连接换乘楼地面转换层至地下二层的10号线站厅的扶梯进行换乘；至于两线来往广佛线则通过地下一层的换乘厅进行换乘，该厅连接广佛线站厅南侧，亦设有扶梯连接1号线和10号线各站厅。另外乘客亦可通过连通四层的专用电梯进行三线之间的换乘。
在广佛线开通初期，1号线与广佛线车站之间曾设有三條扶手电梯及一组楼梯及轮椅升降机，并在地下通道设有斜坡及楼梯连接广佛线站厅西南角。由于10号线建设需要，旧的换乘通道于2022年3月22日封闭并启用临时换乘通道，其连接地上二层1号线站厅东北角和广佛线地下一层站厅西北角，地上2层到地面部分设有三條扶手电梯及一组楼梯，并设置了轮椅升降机，供殘疾人士使用。而地面到地下广佛线站厅部分则利用了部分J出入口原有的楼梯和升降直梯，同时另外增设一组楼梯以分开双向客流。10号线站体启用后，新换乘通道投入服务，原临时换乘通道随之停用。

### 月台
本站1號線設有兩個島式月台及一個側式月台，位於花地大道中與花地大道南路口西北方地塊的地面。1号线採用站前折返的方式，侧式月台以及最西侧的岛式月台僅供乘客下車，中間的島式月台則專供乘客上車。10号线则设有两个側式月台，位于1号线站房东侧地块的地底。廣佛地鐵則設有一個島式月台，位於1號線西塱車輛段東邊地塊的地下。
本站在廣佛線月台上原佈置有華文行楷電腦書法字體的「西朗」兩字，車站更名後，因華文行楷字體未支持「塱」字，而被更換為普通宋體的「西塱」兩字；而1號線月台上的小型浮雕書法字在更名前後均維持一致的華文行楷字體，「塱」字以「朗」和「土」字拼接實現。
本站1号线站台以北即為1號線的西塱車輛段，因此在早晚高峰過後及晚上收車前夕，部分1號線列車抵達本站後會退出服務。這些列車將進入本站西側或中間路軌清客，同時車廂和月台會播放廣播，提醒乘客不要逗留於車廂內，然後關門，隨即返回西塱車輛段。
本站10号线站台两端均设有一组交叉渡线供列车折返，一般情况下会使用站台北端的交叉渡线进行站后折返，此外在前往花围站方向正线另分岔出两条前往广钢新城车辆段的路轨。
本站廣佛地鐵月台東側設有一組雙存車線，當西塱以東路段出現故障时，廣佛地鐵可使用該存車線折返，以本站為臨時終點站，屆時前往鶴洞至瀝滘沿途各站需要使用其它交通工具；本站在作為廣佛地鐵廣州方向終點站的时期，亦使用該存車線进行列车折返。

### 出入口
西塱站目前設有6個出入口，分別分佈在1號線站廳、10号线站厅和广佛線站廳。西塱站在启用初期设A、B出入口，后来广佛地铁开通后增设D、J出入口。2016年9月28日再增设F出入口，2022年1月1日增设G出入口。为配合10号线车站建设，原A、B口于2022年1月14日起封閉拆除，同时在站廳南側新設A、B口，并配有扶梯等无障碍设施；J口亦于同年1月22日起封闭，以配合临时换乘通道的建设工程。10号线车站部分启用时，本站新增C、E两个出入口。
另外，本站1号线站厅室内的西侧中间处设有多组闸机，可供職員直接來往車站和鄰近的西塱車輛段。
|                                           |                                                       |      |            |                                                 |
|                                           |                                                       |      |            |                                                 |
|                                           |                                                       |      |            |                                                 |
| 编号                                      | 设施                                                  | 照片 | 出口指示   | 建议前往的目的地                                |
| 1号线站厅                                 |                                                       |      |            |                                                 |
| A                                         | 盲道标志 · 升降机标志 · 无障碍通道标志 · 扶手电梯标志 |      | 花地大道南 | 公交：西塱站                                    |
| B                                         | 扶手电梯标志                                          |      | 花地大道南 |                                                 |
| 10号线站厅                                |                                                       |      |            |                                                 |
| C                                         | 盲道标志 · 升降机标志 · 无障碍通道标志 · 扶手电梯标志 |      | 花地大道南 |                                                 |
| E                                         | 盲道标志 · 无障碍通道标志 · 扶手电梯标志              |      | 花地大道南 | 公交：西塱站、芳村西塱总站                      |
| 广佛线站厅                                |                                                       |      |            |                                                 |
| D                                         | 盲道标志                                              |      | 花地大道中 |                                                 |
| F                                         |                                                       |      | 花地大道中 | 公交：花地大道中站（北行）                      |
| G                                         | 扶手电梯标志                                          |      | 花地大道中 | 市一眼耳鼻喉口腔中心 公交：花地大道中站（南行） |
| 註： 設有 \| 設有 \| 設有 \| 設有扶手電梯 |                                                       |      |            |                                                 |

## 接驳交通
西塱站旁边为芳村西塱巴士总站以及西塱巴士中途站，方便乘客接驳巴士前往目的地。
| 编号 | 编号        | 线路                           | 线路                  | 线路                         | 收费                  | 备注                  |
| ---- | ----------- | ------------------------------ | --------------------- | ---------------------------- | --------------------- | --------------------- |
|      | 19          | 岭南V谷                        | ⇆                     | 桥中                         | 2元                   |                       |
|      | 69          | 赤岗大塘                       | ⇆                     | 汾水小区                     | 2元                   |                       |
|      | 70          | 沥滘                           | ⇆                     | 水秀一路                     | 2元                   |                       |
|      | 91          | 南方茶叶市场                   | ⇆                     | 珠光路                       | 2元                   |                       |
|      | 181         | 景泰坑                         | ⇆                     | 坑口地铁站                   | 3元                   |                       |
|      | 222         | 芳村丰年路（黄大仙祠）         | ⇆                     | 五羊邨                       | 2元                   |                       |
|      | 广275       | （广州）解放北路（应元路口）   | ⇆                     | （佛山）平洲（富丰君御）     | 3元                   |                       |
|      | 275A        | 已于2024年12月1日停办          | 已于2024年12月1日停办 | 已于2024年12月1日停办        | 已于2024年12月1日停办 | 已于2024年12月1日停办 |
|      | 广277       | （广州）西塱社区               | ⇆                     | （佛山）沙面新城             | 2元                   |                       |
|      | 287         | 晓港湾                         | ⇆                     | 动物园（先烈中路）           | 2元                   |                       |
|      | 410         | 地铁菊树站                     | ⇆                     | 鹤洞                         | 2元                   |                       |
|      | 445         | 东沙（健康港）                 | ↺                     | 西塱（观赏鱼博览中心）       | 2元                   |                       |
|      | 广565       | （广州）瑞宝乡                 | ⇆                     | （佛山）穗盐路（雍景豪园）   | 2元                   |                       |
|      | 769         | 坑口地铁站                     | ⇆                     | 地铁南浦站                   | 2–3元                 |                       |
|      | 787         | 花地大道南（鹅公村）           | ⇆                     | 荔勤南路                     | 2元                   |                       |
|      | 广商务专线4 | （广州）德星路（上下九步行街） | ⇆                     | （佛山）平洲玉器街（翠宝园） | 2元                   |                       |
|      | 夜44        | 海珠客运站                     | ⇆                     | 桥中                         | 3元                   | 208路附属线路         |
|      | 广夜103     | 地铁江泰路站                   | ⇆                     | （佛山）穗盐路（雍景豪园）   | 3元                   | 广565路附属线路       |
|      | 佛232       | （佛山）千灯湖公交总站         | ⇆                     | （广州）芳村客运站           | 2元                   |                       |
|      | 佛桂09      | （佛山）富丰广场               | ↺                     | （广州）鹤洞路西             | 2元                   | 原 232高峰线          |
|      | 佛桂12      | （佛山）环岛南路中（保利滨湖） | ⇆                     | （广州）芳村西塱             | 2元                   |                       |
|      | 佛桂23      | （佛山）惠云园公交首末站       | ⇆                     | （广州）芳村客运站           | 2元                   | 原 232B               |

| 编号 | 编号   | 线路                               | 线路 | 线路                            | 收费 | 备注          |
| ---- | ------ | ---------------------------------- | ---- | ------------------------------- | ---- | ------------- |
|      | 71     | 芳村西塱                           | ⇆    | 同德围（阳光花园）              | 2元  |               |
|      | 217    | 广卫路                             | ⇆    | 芳村西塱                        | 2元  |               |
|      | 583    | 员村一横路                         | ⇆    | 芳村西塱                        | 3元  |               |
|      | 770    | 广州圆                             | ⇆    | 芳村西塱                        | 2元  |               |
|      | 811    | 芳村西塱                           | ⇆    | 兴民路（天汇广场）              | 2元  |               |
|      | 夜11   | 芳村西塱                           | ⇆    | 广州火车站（草暖公园）          | 3元  | 19路附属线路  |
|      | 夜36   | 芳村西塱                           | ⇆    | 棠德花苑                        | 4元  |               |
|      | 夜72   | 广卫路                             | ⇆    | 芳村西塱                        | 3元  | 217路附属线路 |
|      | 南沙K2 | 蕉门公交总站 5:30–8:30 15:30–19:30 | 直 ⇆ | 芳村西塱 7:00–10:00 17:00–21:00 | 15元 | 60分/班       |

## 利用狀況
本站從1997年啟用之後，由於附近只有廣州鋼鐵廠（已拆卸）、農田和各城中村，沒有大型住宅區、商業中心或旅遊景點，十多年以來客流量一直偏低，而且車站規模較大，更顯得相當冷清。這種情況一直維持至2010年11月3日，廣佛地鐵通車的日子而結束。由於當日仍為亞運免費乘車日，在下午兩時前，本站1號線站廳聚集了大批等待乘搭廣佛地鐵的乘客，是為本站啟用13年來前所未見。急於「嘗鮮」的乘客數量過多，亦一度造成秩序混亂。當日本站客流控制實施逾五個小時。
時至今日，本站作为廣佛地鐵進入廣州後的首個換乘站，一改以往十多年的冷清狀況，每日都有眾多來往兩市的乘客通過本站進行換乘，成為廣州地鐵重要的換乘站。而隨著廣佛地鐵繼續延伸進入海珠區，來往芳村和海珠的乘客亦會在本站進行換乘。現時工作日晚高峰及節假日，廣佛線7號月台（佛山方向）均會有大量乘客候車，候車隊伍更會伸延至對面的6號月台。同時因1號線和廣佛線有較大的運力差距，因此屆時需要在本站實施客流控制措施，減緩乘客從1號線換乘至廣佛線的速度，以維持廣佛線的運營秩序。

## 車站歷史

### 規劃
1987年，當時的廣州市政府準備引入法國資本進行地鐵建設。本站作為一期工程（1號線）的車站出現，被稱為廣中公路站；後來「十字線網」規劃確定，本站亦被確定建設，但名字改為廣鋼站，隨後在啟用前改為西朗站。
另外，在本站建設之時，即在地上三層預留結構，供廣佛輕軌（現廣佛地鐵）設站，可见此時已經有通過軌道交通連接廣佛兩地的概念。后来于2003年的地下铁路方案中，落实兴建廣佛地鐵，并在此设站。但规划时已明确本站为广佛地铁的中途车站，因此车站另选于站房东北处另外新建地底车站。

### 1號線
1993年12月28日，一號綫正式動工。本站亦跟隨其各站一同建設。本站至黃沙站五站於1997年6月28日通車投入服務；首通段开通仪式在本站站房前广场举行，同时1号线首发列车也由本站开出前往黄沙站。
2004年，地铁公司決定為包括本站在內的1號線各站加裝屏蔽門或半高安全門。2009年7月22日，本站半高式安全門投入使用，亦意味著1號線以至廣州地鐵全線車站全部都裝設有屏蔽門或半高安全門。
2014年9月，6号线三个高架车站先行加装喷雾风扇之后效果良好，地铁公司遂决定在现有12个地面/高架车站（包括本站在内）加装207台喷雾风扇。目前位于本站站台处的喷雾风扇已经装设到位。

### 10号线
10号线车站于2022年4月主体结构开工，2022年7月完成车站外围主体结构施工，2023年7月实现主体结构封顶。
10号线车站建设时需要占用原A、B、J口和1号线与广佛线间的换乘通道。2022年1月14日，旧A、B口正式关闭并重置新位置，J口和旧换乘通道亦陆续关闭，以配合10号线车站建设。新的1号线与广佛线的临时换乘通道于2022年3月22日启用。
2025年3月31日，10号线部分完成“三权”移交。6月29日，10号线站体及新换乘通道正式启用，原临时换乘通道同时封闭。

### 廣佛地鐵
2007年，广佛线沿途各站陆续开始建设。2009年4月23日，本站至菊树盾构区间施工过程中造成西塱兴渔路珠江水产研究所科技馆附近地面发生沉降。2010年10月28日及29日開放給兩市的部分市民進行試乘；同年11月3日下午2時，本站廣佛地鐵部分隨廣佛地鐵全線一同啟用，本站正式成为换乘站。

### 車站更名

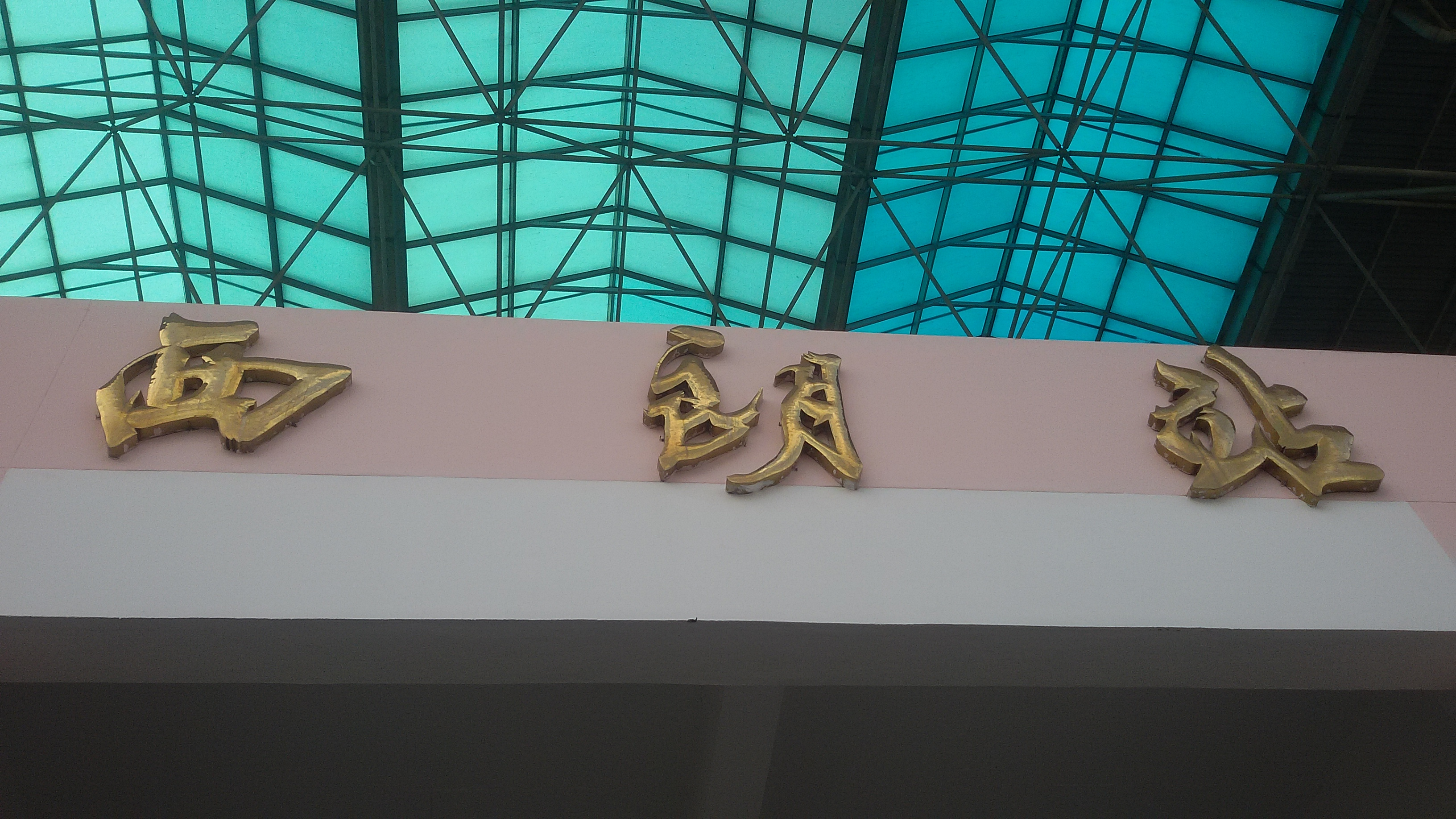
更名前的车站招牌

本站虽位於荔灣區芳村西塱，鑑於當時電腦字庫中沒有“塱”字，因此採用了同音字“朗”（兩字漢語拼音均為lǎng，粵拼均為long5）。現在字庫已增補此字（Unicode U+5871）。
2011年，有当地村民拨打广州市长热线，向时任副市长苏泽群提出更名请求，相关议题开始引发舆论关注。地铁公司当时称，更名需要花费一千万元，為节约成本而不作修改，但当地的多个市政设施早已更名。直至2018年第一季度末，廣州地鐵才向廣州市民政局正式提出申請，把本站更名為西塱站。廣州地鐵在當年8月10日宣佈，將於年底新線開通時正式把本站更名為西塱站，并从9月份开始，陆续更换车站形象标识柱、500米导向柱、线网图、购票设备等乘客界面的内容。“西塱”站名最终于当年12月28日隨新線開通而正式生效。

### 因防疫而封站
2021年5-6月疫情期间，本站曾受防控措施影响，于5月29日所有出入口改为只出不进，6月7日关闭所有出入口，6月24日下午恢复正常服务。

## 未來發展

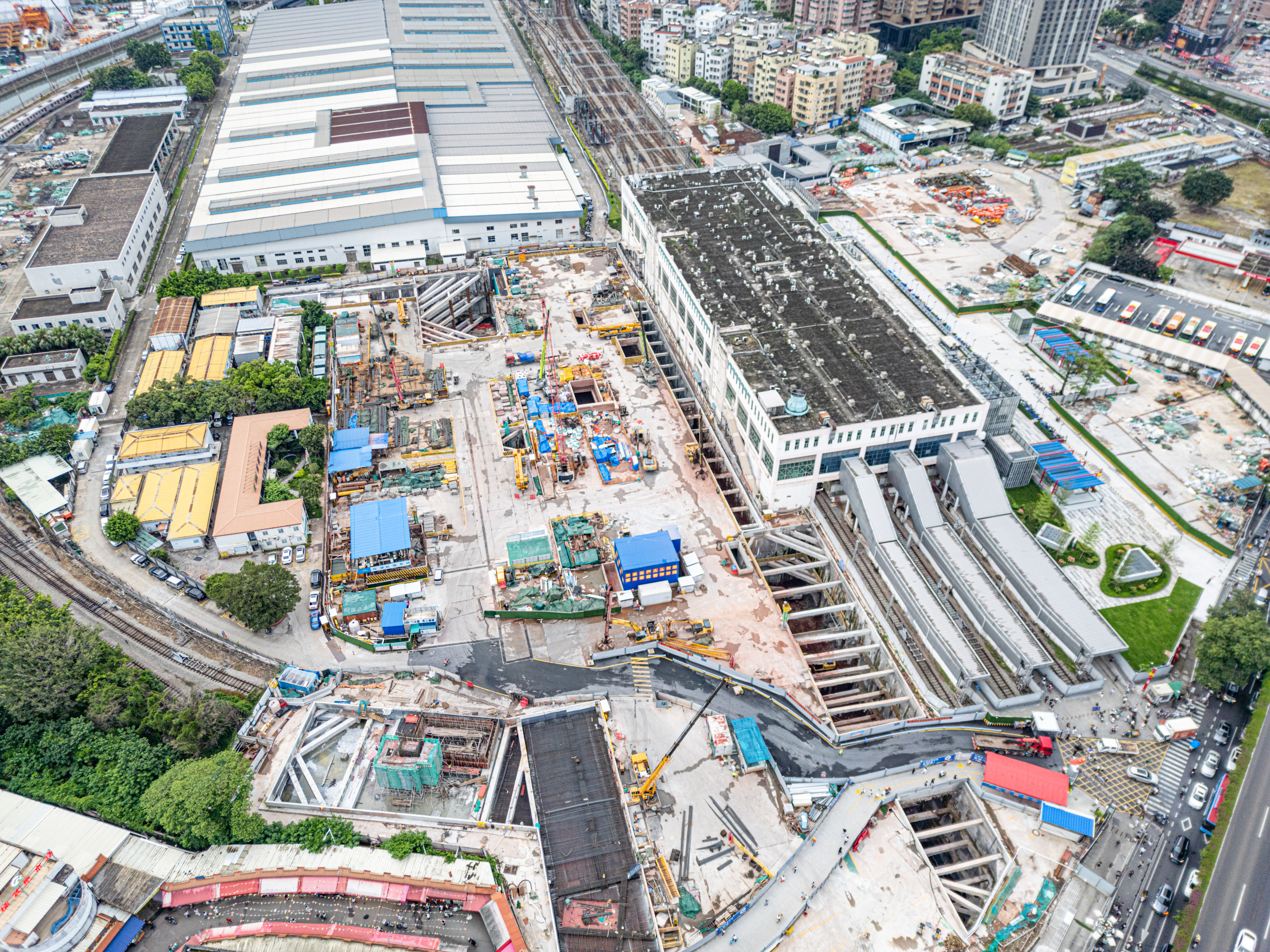
西塱站及西塱车辆段现状（2025年7月，左上为北）。
左侧及左上建筑为西塱车辆段；右侧建筑为西塱站，其中地上建筑为1号线站房，站房左侧为22号线工地，右下侧为临时的A、B口，右侧为10号线与广佛线换乘通道，右上侧为广佛线临时换乘通道（原J口），现已关闭。

在建和22号线设有西塱站，届时本站将成为重要的四线换乘枢纽车站。但由于1号线车站未预留任何换乘接口，且其与车辆段的设计无法满足未来需求，因此需要大规模的改扩建。根据相关规划方案，本站将在确保既有线路运营不受影响的情况下逐步改造。
22号线车站位于现1号线车站西侧，为地下四层岛式站台。车站建设时，地下一层同步建设了一座两岛一侧车站，供未来1号线地下化使用；地下二层和地下三层预留了接入未来新建建筑的条件。
该部分车站于2024年6月实现主体结构封顶。
22号线车站启用初期结构
| 地下一层 |              | 预留 █1号线                        |  |  |
|          | 预留岛式站台 |                                    |  |  |
|          |              | 预留 █1号线                        |  |  |
|          | 预留岛式站台 |                                    |  |  |
|          |              | 预留 █1号线                        |  |  |
|          | 预留侧式站台 |                                    |  |  |
| 地下二层 | 换乘通道     | 前往 10号线、广佛线                |  |  |
|          | 站厅         | 售票機、客服中心、商店、安检设施   |  |  |
| 地下三层 | 设备层       | 车站设备                           |  |  |
| 地下四层 | 10 站台      | █22号线 机场北方向（下站：芳村）   |  |  |
|          | 岛式站台     |                                    |  |  |
|          | 11 站台      | █22号线 番禺广场方向（下站：南漖） |  |  |

### 后续建设
10号线、22号线和新建1号线的车站工程完工后，坑口站至本站的相关轨道区间及西塱车辆段亦将地下化。现1号线车站站房将被拆除，原址地下二层处将建设公共换乘厅，从而将1/22号线车站与10号线车站融为一体，优化各线路间的换乘条件；而地面腾出的车站、轨道及车辆段空间将进行商业开发，建设为集商场、写字楼、住宅一体的综合交通枢纽以及绿化空间。